# Quan hệ Malaysia – Trung Quốc
Quan hệ Malaysia–Trung Quốc (tiếng Trung: 中马关系 Zhōng mǎ guānxì; tiếng Mã Lai: Hubungan China–Malaysia; Jawi: هوبوڠن چينا–مليسيا) đề cập đến quan hệ ngoại giao song phương giữa hai quốc gia, Trung Quốc và Malaysia.
Trung Quốc có đại sứ quán tại Kuala Lumpur và tổng lãnh sự quán George Town, Kota Kinabalu và Kuching. Malaysia duy trì đại sứ quán tại Bắc Kinh, cũng như các cơ quan lãnh sự quán tại Côn Minh, Quảng Châu, Thượng Hải, Tây An và Hong Kong.
Cả hai quốc gia đều là nguyên đơn trong tranh chấp Biển Đông và trong thời gian gần đây đã dẫn đến một số xích mích, chủ yếu là từ Malaysia. Một cuộc khảo sát năm 2014 do Trung tâm nghiên cứu Pew thực hiện cho thấy 66% người Malaysia lo ngại rằng tranh chấp lãnh thổ giữa Trung Quốc và các nước láng giềng có thể dẫn đến một cuộc xung đột quân sự. Tuy nhiên, về mặt kinh tế, một cuộc khảo sát năm 2017 do Trung tâm Merdeka thực hiện cho thấy 70% người Malaysia ủng hộ sự hiện diện và đầu tư của Trung Quốc tại quốc gia này.
Trong chuyến thăm Trung Quốc vào tháng 11 năm 2016, cựu Thủ tướng Malaysia, Najib Razak, tuyên bố mối quan hệ giữa hai nước "sẽ đạt được những đỉnh cao mới" sau khi hai nước ký một loạt thỏa thuận về năng lượng và quốc phòng.
Trong khi hơn 25% người Malaysia là người gốc Hoa, họ thường không liên kết với Cộng hòa Nhân dân Trung Hoa; ngoại trừ một vài người Trung Quốc thế hệ đầu tiên ở Malaysia.